# Ђина Лолобриђида
Луиђина „Ђина” Лолобриђида (итал. Luigina „Gina” Lollobrigida; Субијако, 4. јул 1927 — Рим, 16. јануар 2023) била је италијанска филмска глумица, фотоновинар и скулптор. Она је била једна од најзапаженијих европских глумица током 1950-их и раних 1960-их, периода у коме је она била међународни секс-симбол. Неки од њених најзапаженијих филмова су: Хлеб, љубав и снови, Краљ, краљица и слуга, Сервантес, Трапез, Царска Венера, Звонар из Нотр Дама и др. Када је њена филмска каријера почела да успорава, основала је другу каријеру као фоторепортер и вајар. Током 1970-их, она је остварила велики успех путом стицања приступа Фиделу Кастру за један ексклузивни интервју.
Она је наставила да активно подржава низ италијанских и италијанских покрета, посебно Националну италијанско америчку фондацију (NIAF). Године 2008, је добила награду за животно дело NIAF-а на свечаности јубиларне годишњице фондације. Године 2013, продала је своју колекцију накита и донирала скоро 5 милиона долара од продаје за истраживања терапије матичним ћелијама.

## Младост
Рођена је у Субијаку, месташцу педесетак километара удаљеном од Рима, као Луиђина Лолобриђида, друга од четири кћери Giuseppine и Ђованија Маркурија. Гинета, како су је родитељи звали одмила, била је тврдоглаво и упорно дете: већ у предшколској доби тражила је од родитеља да има своју собу, ону већу, а да другу деле њене сестре Ђулијана, Марија и Фернанда. Била је веома добра ученица: осим изврсним оценама, истицала се смислом за уметност, па је већ у нижим разредима основне школе била у драмској секцији, а у црквеном збору почела је да пева са десет година. После завршетка рата, у којем се породица селила по малим местима у околини Рима како би лакше издржала општу глад и немаштину, Ђина је одлучила да настави школовање. Изборила је скромну стипендију и 1945. године уписала Академију ликовних уметности у Риму.

## Први успеси
Како отац и мајка нису били у могућности да јој финансијски помажу, сналазила се како је знала и умела: позирала је као модел, а онда се, због могућности зараде, 1947. године пријавила и на такмичење за Мис Италије. Иако је публика најбурније поздравила управо њен излазак на писту, на том је такмичењу освојила треће место. (Прва је била Lucia Bose, која је такође постала позната глумица, али се више прославила браком са легендарним шпанским тореадором Dominguinom). Иако није понела ленту Мис Италије, Ђинина раскошна лепота није остала непримећена: одмах је почела да добија филмске понуде. Било је то не само доба кад су италијански редитељи масовно узимали натуршчике, већ и вријеме — поратно — кад је италијанска филмска индустрија доживела највећи процват: сви који су нешто значили у свету филма, скупили су се у Чинечити, филмском граду у околини Рима, у којем се снимало по стотињак филмова годишње. Иако је у Вечни град дошла са сасвим другим плановима — да студира ликовну умјетност — Ђина Лолобриђида није одољела: прихватила је 1946. године малу улогу у филму Aquilla nera (Црни орао) јер је хонорар, за њезине тадашње стандарде, био управо астрономски — 1000 лира дневно. О филму као животном одабиру још није размишљала, иако је добила још неколико мањих улога, толико малих да јој се име није нашло на одјавној шпици. Након наступа у екранизацији Доницетијеве опере Lucia di Lammermoor (1947) схватила је да би било несмотрено прокоцкати прилике које су јој се пружале.

## Брак
На дочеку 1947. године упознала је Милка Шкофича, младог словенског лекара, који је радио у Међународној организацији за избеглице (IRO), чије се седиште налази у близини студија Цинецита. Ђина и Милко су се 14. 1. 1949. венчали. Обред је био атипичан: у црквици на 2000 m надморске висине на планини Терминило у околини Рима, младенци су разменили брачне завете - у скијашким оделима. Милко Шкофич је брзо схватио да је пред својом супругом обећавајућа каријера и да је треба пажљиво водити, па је годину дана након венчања напустио [медицину] и постао Ђинин менаџер.
Године 1947, добила је прву, додуше малу, улогу. Реч је била о филму Лудости због опере (Follie per l'opera) режисера Марија Косте, у којој је наступао славни баритон Тито Гоби. Ђина је пре тога већ наступила у Костином филму  Љубавни еликсир , екранизацији истоимене [Опера | опере], и уз истог оперног певача.  Лудости због опере  приказане су не само у САД (где је Ђинино име било написано као Lollo Brigida), већ и у Совјетском Савезу, као први Западни филм након Другог светског рата.

## Успон каријере
А кад је Ђини следеће године Марио Коста понудио улогу у филму-опери „I pagliacci”, затражила је милион лира хонорара, у то доба незамисливо високу своту, али Коста је пристао. Иако је филм млако примљен, новински ступци били су пуни текстова о Ђининој „непоновљивој љепоти”. Након следећих филмова (Млада не може чекати, Алина, Срца без граница) почело се писати како је Ђина Лолобриђида, а не веспа, италијански ударни извозни производ, и није требало дуго чекати на позив из Холивуда. Јавио јој се филмски могул Хауард Хјуз, и тако је Lollo 1950. sтигла у филмску Меку.
Хауард Хјуз је долазио до њеног апартмана после поноћи са целим оркестром, тражио да плешу до зоре, а након три месеца понудио јој је уговор на енглеском. Одбила је да потпише док не добије превод. Богатог ексцентрика то је увредило, па је Ђина следећег дана спаковала кофере и вратила се у Рим. Италијански режисери одмах су је засули понудама, па је у само неколико година (почетком педесетих) снимила десетак филмова, међу којима су јој неки обележили каријеру: Град се брани, Фанфан ла Тулипе са славним Жерар Филипом, Хлеб, љубав и фантазија, Хлеб, љубав и љубомора, Римљанка по роману Алберта Моравије, Супруга за једну ноћ....
Научила је француски и енглески, што јој је помогло да постане једна од најтраженијих европских глумица, те убрзо почела да осваја и награде. Прва, и Ђини најдража, била је Victoire, коју је добила у Француској 1953. као „најбоља страна глумица”. Исту награду добила је и следеће две године. Као љубитељ уметности, поставила ју је тако да су јој уредници најпознатијих часописа за унутрашња уређења нудили астрономске износе да добију право објаве фотографије њеног дома.
Ђинина популарност у Европи била је огромна: изазивала је гужву где год би се појавила. Њен излазак из хотела на фестивалу у Кану 1953. проузроковао је такав хаос да је морала да интервенише полиција. Неколико полицајаца је повређено. Сви су се дивили њезиној љепоти, али су јој одавали признања и за глуму, па и певање. Након филма Најлепша жена на свету, екранизацији живота Лине Кавалиери, глумице и певачице из доба belle epogue, у којему је отпевала арије из опере Тоска, и славна Марија Калас није могла да верује да Ђинино певање није синхронизовано. За улогу у том филму, који је у сезони 1955/1956. био најгледанији у Италији, Ђина Лолобриђида је добила престижну награду David di Donatello и проглашена за најбољу глумицу године. Примали су је председници (аргентински Хуан Доминго Перон, кубански Фидел Кастро, југословенски Тито...), крунисане главе (Елизабета II) и други званичници.
Након што је 1956. снимила Трапез (уз Тонија Кертиса и Берта Ланкастера) и Звонара цркве Нотр Дам" (уз Ентонија Квина), сваки јој је излазак на јавно место постао готово немогућ. На филмском фестивалу у Венецији полицајци су је дословно изнели из хотела који су блокирале хиљаде обожавалаца. Упркос свему, Ђина Лолобриђида није постала бахата: признала је да све своје хаљине, након неколико ношења, шаље сестрама, те да се и даље стара о оцу и мајци. А почетком 1957. објавила је да очекује дете. Мали Андреја Милко Шкофич на свет је дошао 27. 7. 1957. Шест дана након порођаја, Ђина се у два сата ноћу, праћена мужем, искрала са дететом из болнице и стигла у вилу где је све било спремно за дочек „најславније италијанске бебе”. Глумица је за свог сина наручила рестаурацију колијевке из 18. века, за што је платила 20 милиона лира. Следећих недеља вилу су преплавили дарови пристигли са свих страна света, а родитељи су их све проследили римским сиротиштима. Већ три месеца након порођаја, Ђина је наставила да ради. У октобру се појавила у Лондону, и започела с припремама за филмове Ана из Бруклина, Закон (у којем су јој партнери били Марчело Мастројани и Ив Монтан) те Саломон и краљица од Сабе са Јулом Бринером.
Премда се чинило да популарност Ђине Лолобриђиде нико не може засенити, то се ипак догодило. На италијанском филмском небу засјала је нова звезда - седам година млађа Софија Лорен. Публика се поделила: обожаватељи путене Напуљке сматрали су да је Ђина превише хладна и уздржана, па је чак прозвали Лолофриђида, док су Ђинини фанови у Софији Лорен видели само вулгарни сексепил.

## Фотографирање
Седамдесетих година 20. века Ђина Лолобриђида још је снимала, али ју је то све мање привлачило. Тврдила је да модерна кинематографија није оно што је некад била, да технички ефекти надомештају сву чаролију филма те се окренула другој уметности - фотографији. Иако је до тада већ суделовала на бројним такмичењима фотоаматера, страст за фотографијом добила је такве размере да јој је постала главна активност.
Годину дана путовала је Италијом (увек замаскирана, да је обожаватељи не препознају и ометају) и снимила више од 20.000 фотографија, од којих је двестотињак одабрала за своју прву књигу: Italia mia. Прво издање дословно је разграбљено, а глумица је добила понуду којој није могла одолети: Имелда Маркос, супруга филипинског председника, (у својој земљи позната као „жељезна лептирица”) наручила је књигу њених уметничких фотографија о Филипинима. Ђина је на томе радила две године те 1976. објавила чак две књиге: Филипини и Манила. Како је Маркос убрзо свргнут, обећани хонорар од милион долара по књизи никад није добила.

## Документарац о Фиделу Кастру
На другој страни света још је један државник поклекнуо пред Ђининим шармом: Фидел Кастро. Лолобриђида је о њему снимила документарац.

## Последње године и смрт
Касније, неколико деценија након што је престала да ради пред камерама, она је поновно пред њима била два пута годишње: на Балу ружа и Балу Црвеног крста у Монте Карлу. Живела је у Риму, у својем раскошном дому, а зимски део године проводила је у својој вили у швајцарском скијалишту.
Преминула је 16. јануара 2023. у 96. години.

## Филмографија
| Улоге Ђина Лолобриђида |                       |               |       |          |
| Година                 | Српски назив          | Изворни назив | Улога | Напомена |
| 1985.                  |                       |               |       |          |
| 1972.                  |                       |               |       |          |
| 1972.                  | Краљ, краљица и слуга |               |       |          |
| 1968.                  |                       |               |       |          |
| 1968.                  |                       |               |       |          |
| 1968.                  |                       |               |       |          |
| 1967.                  |                       |               |       |          |
| 1966.                  |                       |               |       |          |
| 1965.                  |                       |               |       |          |
| 1964.                  |                       |               |       |          |
| 1964.                  |                       |               |       |          |
| 1963.                  | Царска Венера         |               |       |          |
| 1961.                  | Кад дође септембар    |               |       |          |
| 1961.                  |                       |               |       |          |
| 1960.                  |                       |               |       |          |
| 1959.                  |                       |               |       |          |
| 1959.                  |                       |               |       |          |
| 1957.                  | Звонар из Нотр Дама   |               |       |          |
| 1956.                  | Трапез                |               |       |          |
| 1955.                  |                       |               |       |          |
| 1954.                  |                       |               |       |          |
| 1954.                  |                       |               |       |          |
| 1954.                  |                       |               |       |          |
| 1953.                  |                       |               |       |          |
| 1952.                  |                       |               |       |          |
| 1951.                  |                       |               |       |          |
| 1951.                  |                       |               |       |          |
| 1950.                  |                       |               |       |          |

## Галерија
- Постер за филм
Иди нага кроз свет []
1960. г.
- На холандској телевизији
1979. г.
- На Канском фестивалу
1991. г.
- на аеродрому Схипхол 1980. г.
- У филму Соломон и Шеба []
1959. г.
- Са Владимиром Путином
2003. г.